# US Saint-Omer
US Saint Omer , é uma equipe de Futebol da França que disputa o Championnat de France Amateur 2, equivalente a uma Série E ou (Quinta Divisão do Campeonato Francês).